# مجمع ليون الثاني
مجمع ليون الثاني (1272 - 1274)، يعتبر المجمع المسكوني الرابع عشر في الكنيسة الكاثوليكية. عقد في ليون في جنوب فرنسا. ترأسه البابا غريغوري العاشر، وناقش قضايا منها إعادة الوحدة مع الكنيسة الأرثوذكسية الشرقية، بعد أن أبدى الإمبراطور البيزنطي ميخائيل الثامن رغبة في ذلك. حضر المجمع 300 أسقف و60 رئيس دير، ونحو 1000 كاهن مرافق للأساقفة من بينهم ممثلين عن جامعات أوروبا الكبرى. واستدعي توما الإكويني إلى المجمع، لكنه توفي في الطريق. مثل أيضًا، عدد كبير من الملوك والأمراء الأوروبيين. عقد المجمع ست دورات، وأصدر 31 وثيقة أو بيان، حول السلام، والوحدة الكنسية، وتنقيح قانون الإيمان الذي صيغ في نيقية، وطرق انتخاب البابا، فكان بذلك بداية تنظيم المجمع المغلق بالشكل المعروف عليه اليوم. رخص المجمع أيضًا للرهبنتين الدومينيكانية، والفرنسيسكانية.